# Seven de Viña del Mar 2020
El World Rugby Sevens Viña del Mar 2020 fue la  primera etapa del Challenger Series 2020.
Se disputó del 15 al 16 de febrero en el Estadio Sausalito de Viña del Mar, Chile.

## Equipos participantes
| - Uganda - Zimbabue - Hong Kong - Japón - Alemania - Italia - Portugal - Jamaica - México Invitado | - Papúa Nueva Guinea - Tonga - Brasil - Chile - Colombia Invitado - Paraguay Invitado - Uruguay |

## Resultados

### Fase de grupos

#### Grupo A
| Pos | Países   | Pts | Partidos | Partidos | Partidos | Partidos | Tantos | Tantos | Tantos |
| Pos | Países   | Pts | J        | G        | E        | P        | PF     | PC     | DP     |
| --- | -------- | --- | -------- | -------- | -------- | -------- | ------ | ------ | ------ |
| 1   | Japón    | 9   | 3        | 3        | 0        | 0        | 90     | 19     | +71    |
| 2   | Tonga    | 7   | 3        | 2        | 0        | 1        | 43     | 45     | -2     |
| 3   | Uruguay  | 5   | 3        | 1        | 0        | 2        | 51     | 34     | +17    |
| 4   | Portugal | 3   | 3        | 0        | 0        | 3        | 19     | 105    | -86    |

|  | Avanza a cuartos de final campeonato. |

| 15 de febrero de 2020, 12:31 | Tonga | 26 - 12 | Portugal | Estadio Sausalito, Viña del Mar |  |

| 15 de febrero de 2020, 12:53 | Japón | 17 - 12 | Uruguay | Estadio Sausalito, Viña del Mar |  |

| 15 de febrero de 2020, 15:37 | Tonga | 10 - 0 | Uruguay | Estadio Sausalito, Viña del Mar |  |

| 15 de febrero de 2020, 15:59 | Japón | 40 - 0 | Portugal | Estadio Sausalito, Viña del Mar |  |

| 15 de febrero de 2020, 19:08 | Portugal | 7 - 39 | Uruguay | Estadio Sausalito, Viña del Mar |  |

| 15 de febrero de 2020, 19:35 | Japón | 33 - 7 | Tonga | Estadio Sausalito, Viña del Mar |  |

#### Grupo B
| Pos | Países             | Pts | Partidos | Partidos | Partidos | Partidos | Tantos | Tantos | Tantos |
| Pos | Países             | Pts | J        | G        | E        | P        | PF     | PC     | DP     |
| --- | ------------------ | --- | -------- | -------- | -------- | -------- | ------ | ------ | ------ |
| 1   | Hong Kong          | 9   | 3        | 3        | 0        | 0        | 76     | 7      | +69    |
| 2   | Papúa Nueva Guinea | 7   | 3        | 2        | 0        | 1        | 34     | 63     | -29    |
| 3   | Jamaica            | 5   | 3        | 1        | 0        | 2        | 43     | 31     | +12    |
| 4   | Colombia           | 3   | 3        | 0        | 0        | 3        | 22     | 74     | -52    |

|  | Avanza a cuartos de final campeonato. |

| 15 de febrero de 2020, 11:47 | Jamaica | 10 - 12 | Papúa Nueva Guinea | Estadio Sausalito, Viña del Mar |  |

| 15 de febrero de 2020, 12:09 | Hong Kong | 26 - 0 | Colombia | Estadio Sausalito, Viña del Mar |  |

| 15 de febrero de 2020, 14:53 | Jamaica | 26 - 5 | Colombia | Estadio Sausalito, Viña del Mar |  |

| 15 de febrero de 2020, 15:15 | Hong Kong | 36 - 0 | Papúa Nueva Guinea | Estadio Sausalito, Viña del Mar |  |

| 15 de febrero de 2020, 18:09 | Papúa Nueva Guinea | 22 - 17 | Colombia | Estadio Sausalito, Viña del Mar |  |

| 15 de febrero de 2020, 18:31 | Hong Kong | 14 - 7 | Jamaica | Estadio Sausalito, Viña del Mar |  |

#### Grupo C
| Pos | Países   | Pts | Partidos | Partidos | Partidos | Partidos | Tantos | Tantos | Tantos |
| Pos | Países   | Pts | J        | G        | E        | P        | PF     | PC     | DP     |
| --- | -------- | --- | -------- | -------- | -------- | -------- | ------ | ------ | ------ |
| 1   | Alemania | 9   | 3        | 3        | 0        | 0        | 91     | 29     | +62    |
| 2   | Uganda   | 7   | 3        | 2        | 0        | 1        | 84     | 33     | +51    |
| 3   | Italia   | 5   | 3        | 1        | 0        | 2        | 76     | 63     | +13    |
| 4   | Paraguay | 3   | 3        | 0        | 0        | 3        | 15     | 141    | -126   |

|  | Avanza a cuartos de final campeonato. |

| 15 de febrero de 2020, 11:03 | Uganda | 24 - 14 | Italia | Estadio Sausalito, Viña del Mar |  |

| 15 de febrero de 2020, 11:25 | Alemania | 48 - 0 | Paraguay | Estadio Sausalito, Viña del Mar |  |

| 15 de febrero de 2020, 14:09 | Uganda | 48 - 0 | Paraguay | Estadio Sausalito, Viña del Mar |  |

| 15 de febrero de 2020, 14:31 | Alemania | 24 - 17 | Italia | Estadio Sausalito, Viña del Mar |  |

| 15 de febrero de 2020, 17:25 | Italia | 45 - 15 | Paraguay | Estadio Sausalito, Viña del Mar |  |

| 15 de febrero de 2020, 17:47 | Alemania | 19 - 12 | Uganda | Estadio Sausalito, Viña del Mar |  |

#### Grupo D
| Pos | Países   | Pts | Partidos | Partidos | Partidos | Partidos | Tantos | Tantos | Tantos |
| Pos | Países   | Pts | J        | G        | E        | P        | PF     | PC     | DP     |
| --- | -------- | --- | -------- | -------- | -------- | -------- | ------ | ------ | ------ |
| 1   | Chile    | 9   | 3        | 3        | 0        | 0        | 112    | 26     | +86    |
| 2   | Zimbabue | 7   | 3        | 2        | 0        | 1        | 64     | 53     | +11    |
| 3   | México   | 5   | 3        | 1        | 0        | 2        | 34     | 79     | -45    |
| 4   | Brasil   | 3   | 3        | 0        | 0        | 3        | 31     | 83     | -52    |

|  | Avanza a cuartos de final campeonato. |

| 15 de febrero de 2020, 13:15 | Zimbabue | 21 - 14 | Brasil | Estadio Sausalito, Viña del Mar |  |

| 15 de febrero de 2020, 13:37 | Chile | 45 - 0 | México | Estadio Sausalito, Viña del Mar |  |

| 15 de febrero de 2020, 16:21 | Zimbabue | 24 - 15 | México | Estadio Sausalito, Viña del Mar |  |

| 15 de febrero de 2020, 16:43 | Chile | 43 - 7 | Brasil | Estadio Sausalito, Viña del Mar |  |

| 15 de febrero de 2020, 20:02 | Brasil | 10 - 19 | México | Estadio Sausalito, Viña del Mar |  |

| 15 de febrero de 2020, 20:30 | Chile | 24 - 19 | Zimbabue | Estadio Sausalito, Viña del Mar |  |

### Etapa eliminatoria

#### Cuartos de final  9° puesto
| 16 de febrero de 2020, 12:33 | Uruguay | 19 - 5 | Brasil | Estadio Sausalito, Viña del Mar |  |

| 16 de febrero de 2020, 12:56 | Italia | 47 - 19 | Colombia | Estadio Sausalito, Viña del Mar |  |

| 16 de febrero de 2020, 13:19 | México | 10 - 30 | Portugal | Estadio Sausalito, Viña del Mar |  |

| 16 de febrero de 2020, 13:42 | Jamaica | 33 - 17 | Paraguay | Estadio Sausalito, Viña del Mar |  |

#### Cuartos de final Campeonato
| 16 de febrero de 2020, 14:15 | Japón | 33 - 0 | Zimbabue | Estadio Sausalito, Viña del Mar |  |

| 16 de febrero de 2020, 14:38 | Alemania | 29 - 0 | Papúa Nueva Guinea | Estadio Sausalito, Viña del Mar |  |

| 16 de febrero de 2020, 15:01 | Chile | 28 - 7 | Tonga | Estadio Sausalito, Viña del Mar |  |

| 16 de febrero de 2020, 15:24 | Hong Kong | 10 - 7 | Uganda | Estadio Sausalito, Viña del Mar |  |

#### Semifinal 13° puesto
| 16 de febrero de 2020, 15:57 | Brasil | 19 - 22 | Colombia | Estadio Sausalito, Viña del Mar |  |

| 16 de febrero de 2020, 16:20 | México | 14 - 19 | Paraguay | Estadio Sausalito, Viña del Mar |  |

#### Semifinal 9° puesto
| 16 de febrero de 2020, 16:43 | Uruguay | 29 - 0 | Italia | Estadio Sausalito, Viña del Mar |  |

| 16 de febrero de 2020, 17:06 | Portugal | 19 - 22 | Jamaica | Estadio Sausalito, Viña del Mar |  |

#### Semifinal 5° puesto
| 16 de febrero de 2020, 17:39 | Zimbabue | 26 - 19 | Papúa Nueva Guinea | Estadio Sausalito, Viña del Mar |  |

| 16 de febrero de 2020, 18:02 | Tonga | 19 - 14 | Uganda | Estadio Sausalito, Viña del Mar |  |

#### Semifinal Campeonato
| 16 de febrero de 2020, 18:25 | Japón | 5 - 12 | Alemania | Estadio Sausalito, Viña del Mar |  |

| 16 de febrero de 2020, 18:48 | Chile | 14 - 17 | Hong Kong | Estadio Sausalito, Viña del Mar |  |

#### Partido por el 13° puesto
| 16 de febrero de 2020, 19:11 | Colombia | 17 - 14 | Paraguay | Estadio Sausalito, Viña del Mar |  |

#### Partido por el 9° puesto
| 16 de febrero de 2020, 20:03 | Uruguay | 35 - 0 | Jamaica | Estadio Sausalito, Viña del Mar |  |

#### Partido por el 5° puesto
| 16 de febrero de 2020, 20:28 | Zimbabue | 14 - 19 | Tonga | Estadio Sausalito, Viña del Mar |  |

#### Final de Bronce
| 16 de febrero de 2020, 20:54 | Japón | 31 - 14 | Chile | Estadio Sausalito, Viña del Mar |  |

#### Final de Oro
| 16 de febrero de 2020, 21:23 | Alemania | 10 - 0 | Hong Kong | Estadio Sausalito, Viña del Mar |  |

| Bandera de Alemania      |
| Campeón Alemania         |
| 1.er título del circuito |

## Posiciones finales
| Pos               | Equipo             |
| ----------------- | ------------------ |
| Medalla de oro    | Alemania           |
| Medalla de plata  | Hong Kong          |
| Medalla de bronce | Japón              |
| 4                 | Chile              |
| 5                 | Tonga              |
| 6                 | Zimbabue           |
| 7                 | Uganda             |
| 8                 | Papúa Nueva Guinea |
| 9                 | Uruguay            |
| 10                | Jamaica            |
| 11                | Italia             |
| 12                | Portugal           |
| 13                | Colombia           |
| 14                | Paraguay           |
| 15                | Brasil             |
| 16                | México             |